# Czterojęzyczna chrestomatia pendźabska
Czterojęzyczna chrestomatia pendźabska – to zbiór  10 opowiadań pendźabskich wybranych, przełożonych i opracowanych przez Annę Sieklucką i Juliusza Parnowskiego. Książkę w 1998 roku wydało Wydawnictwo Akademickie DIALOG, w formacie A5, zawiera ona  296 stron. Każde z opowiadań poprzedza nota biograficzna na temat autora. Opowiadania zostały przedstawione w czterech językach (w wersji oryginalnej, tj. w języku penżabskim, w tłumaczeniach na urdu, hindi i polski). Dwa z opowiadań nie mają tłumaczeń na polski.

## Opis opowiadań

### Nanak Singh-Hazard
Podinspektor Śech Abdul Hamid każe wezwać do siebie  pięcioletniego synka Baśira. Rezolutny chłopiec przy ojcu sztywnieje ze strachu. Zaczyna się strofowanie. Ojciec dowiedział się, że chłopiec grał ostatnio z synem Abdullaha w karty. Kłamstwem wymusza na nim przyznanie się do winy, a potem roztacza przed nim wizję łańcucha przestępstw: zakazana gra w karty - kłamstwa - nałogowy hazard - więzienie. Rozmowę przerywają telefony, meldunki policjantów, których inspektor wykorzystuje do pomocy w domu. Gdy znudzony tym chłopiec przysypia, ojciec budzi go policzkiem dalej ostrzegając go przed hazardem. Jednocześnie załatwia sprawę przyjmując od gangstera  łapówkę za zgodę na prowadzenie gier hazardowych.

### Kulwant Singh Wirk-Wola życia
1947 rok. Kilka miesięcy po powstaniu Pakistanu. W komisariatach zalegają sprzęty uchodźców, dzielony między Indie i Pakistan dobytek. Rzeczy straciły właścicieli. Ich właściciele stracili poczucie bezpieczeństwa, często cześć, wiarę w ludzi, w Boga często  nawet życie. Tylko ziemia pozostała nieporuszona. Wędrują nią w stronę Indii i Pakistanu miliony przerażonych uchodźców. Rozpadają się stare więzi. Milczący, nieobecni duchem uciekinierzy przybywając do wiosek czynią je obcym nieznanym miejscem. Woda już nie służy do ablucji przed modlitwą. Jak można oczyszczać się wodą czerwoną od krwi?
W tym świecie chaosu powraca jednak znów pragnienie stabilizacji, zadomowienia się. Narrator tej opowieści jest jedną z osób wprowadzających ład. Przyjeżdża z Indii w poszukiwaniu porwanych przez muzułmanów podczas exodusu sikhijek  i hindusek. Gwałconych, siłą nawracanych na islam. Przyjeżdża do wiosek w towarzystwie oddelegowanych do tego pakistańskich policjantów. Pewnego dnia trafia do ubogiej chaty, w której znajduje samotnie chorującą kobietę. Właściciela domu, sprzętów i jej ciała nie ma. Nikt jej w chorobie nie dogląda. Nie wie ona, że należy do poszukiwanych, zabieranych do Indii  osób. Prosi gorąco odwiedzającego ją sikha, aby sprowadził do niej uprowadzoną i przetrzymywaną w tej wiosce j szwagierkę, dziecko jeszcze. Matkowała kiedyś siostrzyczce męża, a teraz pragnie tylko znaleźć jej tu męża i mieć w ten sposób oparcie w rodzinie, nie być więcej obcą.

### Loćan Bahśi-Pył stóp Twoich
Pustynny krajobraz Pakistanu. Żółć akacji i poletek prosa. W mijającym je pociągu sikhijscy pielgrzymi modlą się śpiewem: Pyłem stóp Twoich czoło naznaczę, gdy Ciebie spotkam.. Po 12 latach rozłąki Pala Singh jedzie odwiedzić rodzinną wioskę. Wiele lat temu uciekł w panice z okolic Rawalpindi. Porzucając miejsce, gdzie sąsiad stał się wrogiem sąsiada, gdzie w ludzi nagle wstąpiło wywołane Podziałem 1947 zło. Mimo że w Indiach dorobił się ziemi i dostatku, nie może zapomnieć swej ojcowizny i studni na swoim podwórzu. Jego ojciec Hira Singh dokopał się do niej w miejscu wskazanym przez świętobliwego męża. Do studni z daleka ściągali ludzie z pustynnej okolicy. Przy niej Pala Singh spędził dzieciństwo, a potem spotkał swoją przyszłą żonę Harnam Kaur. Teraz wraz z pielgrzymami jadącymi do pobliskiej gurudwary chce napić się wody, której smaku nigdy nie zapomniał. Serdecznie witany przez przyjaciół z dzieciństwa muzułmanów Alla Rakha, Mirza Asraf cieszy się, że jego dom zajęli uchodźcy (dobrze, że dom nie stoi pusty), że ziemię też im oddano (Ziemia należy do tego, kto o nią dba). Ale, gdy Pala Singh niecierpliwie dopytuje się o studnię, jego przyjaciele milkną.
Tuż przed odjazdem Pala Singh spieszy spełnić swoje ostatnie pragnienie - zaczerpnąć wody ze studni. Powstrzymuje go krzyk muzułmanów. Ostrzegają go, że hindusi zanim uciekli, zatruli wodę. Pala rozumie nagle o jaką truciznę tu chodzi. W czasie podziału wiele kobiet broniąc swojej czci i wiary wskakiwało do studni. Pala jest wzburzony. Nie rozumie jak można amrytę, nektar nieśmiertelności uznać za truciznę. Krzyczy w obronie wody uświęconej ofiarą cnotliwych dziewczyn. Pije ją wbrew ostrzeżeniom udowadniając latami omijającym studnię ludziom  że się nie zatrują. Źródło miłości nigdy nie wysycha tymi słowami Pala żegna swoją rodzinną wioskę zostawiając za sobą  swoją studnię. Z okien pociągu wzruszony patrzy na córkę przyjaciela, która nabiera wody z latami niedotykanej studni. Widzi w niej własną córkę.

### Prem Prakaś-Wyzwolenie
Narrator tej opowieści zostaje zaplątany w rozgrywki pięknej Suśmy bitej przez męża Radźa. Kobieta szuka ucieczki w pustelni medytując i dyskutując ze swoim guru, jednocześnie zdradzając męża z kochankiem, wzbudzając w nim zazdrość o guru. Pełna wahań zawstydza pożądającego ja mężczyznę pokazując mu, że nie zależy mu na niej, ale na jej ciele. Bita wciąż wraca do swojego męża.

### Adżit Kaur-Nie zabijajcie!
Narratorka tej opowieści miesiąc temu straciła brata. Nikt nie wie, kto zabił Kewala. Bramińscy bracia zakochanej w nim Sarli? Sikhijscy terroryści?  Zabić może każdy, myśli jego siostra.
Ile trzeba by kogoś zabić? Bo żeby wychować na młodzieńca trzeba lat i zachodu. A potem jedna kula! I koniec! Tak jakby ktoś przekłuł balon. Albo rozerwał kopertę. Wystarczy jedna rana, a krew popłynie strumieniem. Pozostaną już tylko zwłoki. Prochy. Jak powiadają z prochu powstałeś i w proch się obrócisz. Co wieczór drżały z matką bojąc się, że coś może się stać Kewalowi. Teraz nie ma już czego się bać.  A jednak lęk nie mija. Ciemność osacza ją. Przeraża. Siostra Kewala krąży niespokojnie po domostwie. Ku swojemu zdumieniu nagle widzi w szopie skulonego rannego chłopca. Najpierw przestraszonego, potem złego na siebie na swoją bezsilność. Zaczyna go ukradkiem karmić, opatruje mu rany. Kłamie szukającej go policji nie podejrzewającej, że w hinduskim domu, w którym ktoś być może zginął z rąk pendżabskich separatystów może się ukrywać sikhijski terrorysta. Opieka nad rannym wyzwala w niej macierzyńską wprost czułość. Chciałaby go ustrzec, ocalić, a tymczasem bezsilnie patrzy na czerniejącą nogę i jego rosnąca słabość. Bezradna słucha jego słów: Nie umrę tutaj. Miałabyś za dużo kłopotów z pozbyciem się moich zwłok, siostro.
Kolejnego dnia znów dobijają się do niej policjanci. Psy idąc za śladem krwi przyprowadzają ich do jej domu. Nieznajomy ucieka. W niej jeszcze pamięć ostatniego spojrzenia pełnego przeczucia śmierci, ale i tkliwości, gdy słyszy szczekanie psów. Potem strzały. Jej matka budzi się z krzykiem: Nie zabijajcie mi dziecka! Nie zabijajcie mi syna!

### Afzal Ahisan Randhawa-Odwet
Zapoznana stacyjka w Pendżabie. Z przejeżdżającego pociągu wysiada zaledwie kilku pasażerów. Jeden z nich młody, silny wieśniak przeraża zawiadowcę Harbansa Lala. Także widokiem strzelby ukrytej pod pledem. Nieznajomy dopytuje się u zawiadowcy, kiedy nad ranem będzie tędy znów przejeżdżał pociąg. W międzyczasie chce w mroźną noc odbyć piechotą wielokilometrową wyprawę. Jego tajemniczość niepokoi Harbansa Lala. Wróciwszy nad ranem nieznajomy wdaje się ze zwiadowcą w rozmowę. Dopytuje się o Sundara Singha, którego 10 lat temu zabiło tu kilku mężczyzn. Zawiadowca wychwala dobroć i męstwo tego człowieka. Okazuje się, że nieznajomy jest synem Sundara Singha. O sobie mówi: Czy tygrysy i węże maja dom? Nocami wędruję, a dni spędzam w ukryciu. Połowę życia w więzieniu, połowę w pościgu za wrogiem. Tuż przed odjazdem pociągu wychodzi na jaw, że syn Sundara przyjechał tu po córkę mordercy ojca. Za jej zgodą zabiera ją ze sobą. W odwecie. Wstrząśnięty zawiadowca przekonuje go, by nie odbierał dziewczyny ojcu. To grzech, synku, mówi.
Gdy nadjeżdża pociąg młody człowiek w ostatniej chwili popycha dziewczynę w ramiona Harbansa Lala. Wcisnąwszy jej węzełek z biżuterią, wskakuje do pociągu.

### Ilias Ghumman-Rozdygotana opowieść
Baba Neka wspominając czas Podziału Pendżabu 1947 powtarza wciąż: bestialstwo. Wspomina, jak wioska ryglowała drzwi przed tłumem uciekinierów. Szał zabijania uderzał w każdego, kto stanął na drodze. Baba Neka wciąż widzi przed sobą  oszalałego mężczyznę bez ramion, który zanim skoczył w wyschnięte  koryto rzeki rozbijając się, próbował zabić, kogo się da. Gdy już nie żył, Baba Neka usłyszał jego historię. Był to mistrz kabbadi, który jako jedyny ocalał z rzezi konwoju.

### Gurbahś SinghPritlari- (pendźabski,hindi)
opowiadanie nieprzetłumaczone na polski

### Kartar Singh Duggal-Po co rodzą się córki?
Gdy ojciec Faridy zmarł jej jako najstarszej z trzech córek przypadło zająć się domem. Matka oddała się modlitwom i pobożnym rozmyślaniom. Z czasem Farida zaczęła się zmieniać. Jakby bycie czyjąś córka i siostra już jej nie wystarczało. Czegoś jej brakowało. Za czymś tęskniła. Płakała bez powodu. Matka zaczęła z innymi kobietami szeptać planując jej przyszłość.  Pewnego razu z miasta przyjechał młody kuzyn Faridy Munir. Miał ja zawieźć do chorującej ciotki. Farida nigdy więcej nie wróciła z miasta. Zmieniła się. Pokochała Munira i czekała u ciotki, aż ten skończywszy studia będzie mógł ją poślubić. Wieś i tradycyjne obowiązki wobec starej matki i młodszych sióstr wydawały jej się obce. Tymczasem czekanie na Munira przeciągało się. Studiował. A Farida z czasem nie wiedziała już co czuje i czego chce. Do czasu, gdy w jej życiu nie pojawił się bogaty  wdowiec Szejch, ojciec pięciorga dzieci. Wdowiec zarzucał ją prezentami, rozpieszczał. Munir milczyał. Ku jej rozpaczy nigdy jej nawet nie chwalił. Po śmierci ciotki Farida oddała się Szejchowi. Gdy potem prosił ją o zostanie jego żoną, poczuła się jak w pułapce. Szejch chciał żony i matki dla swoich dzieci, ale pod warunkiem, że Farida zrezygnuje z macierzyństwa. Rozdzielona z Munirem, nie mogąc już wrócić do domu, zgodziła się. Z czasem zasmakowała w życiu w luksusie, podróżach po całym świecie. Czuła wdzięczność do Szejcha, który zaopiekował się jej matką, wydał za mąż jej siostry. Czuła się szczęśliwa. Tylko Munirowi życie się nie układało. Trzy fakultety, doktorat, ale samotność bez rodziny.  Pewnego razu Farida usłyszała w rozmowie, jak ktoś użalał się nad losem Munira, który jeśli się nie pospieszy, nigdy nie będzie ojcem. Padły przy niej wówczas słowa: w pewnym wieku kobieta nie może już być matką. Farida czuła się jak porażona. Przestała spać, przestała jeść, nie chciała żyć. Ginęła. Do chwili, gdy tak jak kiedyś rzuciła się w objęcia Szejcha, teraz odeszła  do Minira. Rok potem promieniała trzymając w objęciach małą córeczkę.

### Raghubir Singh(pendźabski,hindi)
opowiadanie nieprzetłumaczone na polski